# Ljubija (Prijedor)
Pour les articles homonymes, voir Ljubija.
Ljubija (en serbe cyrillique : Љубија) est une localité de Bosnie-Herzégovine. Elle est située sur le territoire de la ville de Prijedor et dans la république serbe de Bosnie. Selon les premiers résultats du recensement bosnien de 2013, elle compte 2 411 habitants.

## Géographie
La localité est située sur les bords de la rivière Ljubija, un affluent de la Sana.

## Démographie

### Évolution historique de la population dans la localité
| 1948 | 1953 | 1961  | 1971  | 1981  | 1991  | 2013  |
| ---- | ---- | ----- | ----- | ----- | ----- | ----- |
| -    | -    | 4 218 | 4 674 | 4 325 | 3 945 | 2 411 |

|  |